# Renvoi sur les Esquimaux
Le Renvoi sur les Esquimaux, [1939] RCS 104 est une décision de la Cour suprême du Canada concernant le statut constitutionnel du peuple inuit du Canada, alors appelé « Esquimaux ». L'affaire concernait l'article 91 (24) de la Loi constitutionnelle de 1867 qui attribue la compétence sur les « Indiens et les terres réservées aux Indiens » au gouvernement fédéral. La Cour suprême a conclu qu'aux fins de l'article 91 (24), les Inuits devraient être considérés comme des Indiens.

## Contexte
L'affaire est survenue en raison d'une controverse quant à savoir si les Inuits du Québec relevaient de la compétence fédérale ou provinciale. La Cour suprême nota que lorsque la Loi constitutionnelle de 1867 avait été initialement adoptée, il y avait « peu, voire aucun » Inuit au Canada, qui était alors un pays beaucoup plus petit. Cependant, la Constitution laissait toujours ouverte la possibilité de joindre d'autres terres au Canada, et de cette manière les Inuits de la Terre de Rupert se trouvèrent alors à l'intérieur des frontières du Québec.
Le gouvernement fédéral au moment de cette affaire ne voulut pas assumer la responsabilité des Inuits. Elle soutenait que le terme « Indiens » tel que défini par la Proclamation royale de 1763 n'inclurait pas les Inuits, et que ce document pourrait être utilisé pour aider à interpréter la Loi constitutionnelle de 1867

## Décision

### Juge Duff
Le juge en chef Lyman P. Duff, selon son opinion, consulta ce qu'il croyait être « la preuve la plus fiable », à savoir une preuve émanent de la Compagnie de la Baie d'Hudson qui régissait la Terre de Rupert. Un comité de la Chambre des communes britannique examina la façon dont la compagnie traitait les Inuits en 1856 et 1857. La Compagnie de la Baie d'Hudson prépara un rapport pour le comité et, comme le nota Duff, le rapport faisait référence aux Inuits comme à une sorte d'« Indien ». Plus tard, après l'adoption de la Loi constitutionnelle de 1867, le Parlement du Canada déclara en décembre 1867 que s'il gagnait compétence sur la Terre de Rupert, il assumerait la responsabilité des Indiens qui s'y trouvaient. En 1870, les territoires étaient attribués au Canada.
Duff ensuite ajouta que les Inuits du Labrador avaient également été largement appelés Indiens depuis 1760 environ et l'étaient au moment de l'adoption de la Loi constitutionnelle de 1867. Les documents officiels de 1762 appelaient les Inuits « sauvages », et Duff compara cela à la façon dont les tribus indiennes telles que les Montagnais et les Hurons étaient appelées sauvages. En 1869, un juge de la Cour du Labrador prépara un rapport pour le gouverneur de Terre-Neuve qui faisait référence aux « Esquimaux » (Inuit) comme à un type d'Indien. Duff découvrit également que certains missionnaires appelaient les Inuit des Indian. Dans ce contexte, Duff trouva important qu'en 1879, le premier ministre John A. Macdonald, l'un des principaux négociateurs de la Loi constitutionnelle de 1867, discute des Inuits avec Hector Langevin, et que la discussion fasse référence aux Inuits en tant qu'Indiens.
Tels que définis par la Proclamation royale de 1763, les Indiens sont —  les « nations ou tribus indiennes qui sont en relations avec Nous et qui vivent sous Notre Protection » — les différentes nations ou tribus d'Indiens avec lesquelles Nous sommes liés et qui vivent sous Notre protection. Le gouvernement fédéral soutint que cela n'inclurait pas les Inuits, car les mots « nations » et « tribus » n'étaient pas utilisés pour décrire les communautés inuites. Cependant, Duff trouva des preuves contredisant cela. Duff également déclara que les Inuits de la Compagnie de la Baie d'Hudson vivaient dans une certaine mesure sous la protection de la Couronne, en vertu d'une charte ou d'une licence de la Couronne. Duff doutait également que la Proclamation royale de 1763 puisse guider l'interprétation de la Loi constitutionnelle de 1867.
Les juges Albert Hudson et Henry Hague Davis chacun écrivirent de brèves opinions en accord avec Duff.

### Juge Cannon
Le juge Cannon rédigea sa propre opinion, concluant que les Inuits devraient être considérés comme des Indiens. Il nota le rapport de Sir George Simpson en 1857 appelant les Inuits des Indiens. Cannon conclut alors : « le rapport du comité doit avoir été connu de la législature à Westminster en 1867 ». Il souligna également la Conférence de Québec de 1864, dans laquelle la résolution 29 (29) des résolutions de Québec déclarant que le Parlement (fédéral) devrait régir « Indiens et terres réservées aux Indiens », dans laquelle ce dernier terme fut traduit en français par « Les Sauvages et les terres réservées pour les Sauvages » . Cela signifiait tous les autochtones de l'Amérique du Nord britannique, y compris Terre-Neuve.

### Juge Kerwin
Le juge Patrick Kerwin également rédigea une opinion concluant que les Inuits étaient des Indiens. Il croyait que le Loi constitutionnelle de 1867, en se référant aux Indiens, visait à désigner les Autochtones. Il vit des preuves dans le fait que Samuel de Champlain, des missionnaires et d'autres classèrent les Indiens comme « sauvages » et les Inuit comme « sauvages esquimaux ». Les livres pour lesquels Kerwin supposait qu'ils avaient été connus par les Pères de la Confédération et le Parlement britannique en 1867 utilisaient également cette classification. Les éditions du dictionnaire Webster de 1913 et des années 1920 ne comptaient pas les Inuits comme Indiens, contrairement aux dictionnaires antérieurs.

### Juge Crocket
Le juge Oswald Smith Crocket a rédigé une opinion brièvement en accord avec les juges Cannon et Kerwin.